# Preda Buzescu

Frații Buzești într-o frescă de la Mănăstirea Călui. În stânga este Preda, în dreapta Stroe.

Preda Buzescu (n. sec. XVI – d. 1608) a fost mare postelnic sub Mihai Viteazul și a luat parte la evenimentele politice și militare importante ale domniei acestuia.
După cucerirea Transilvaniei și Moldovei din 1600, Mihai Vodă l-a numit pe Preda în locotenența domnească a Moldovei. În luptele cu turcii din 1600, Preda a capturat, lângă Craiova, steagul sangeacului de Vidin. În trista pribegie a domnitorului din iarna anului 1601, Mihai a arătat acest steag împăratului Rudolf al II-lea, ca mărturie a vitejiei valahilor în războaiele de apărare a țării lor.
Sub Radu Șerban, Preda Buzescu a îndeplinit diverse misiuni, așa cum, spre pildă, a fost solia pe care a purtat-o la curtea imperială a Habsburgilor. Luptător cu faimă și sprijin de nădejde al domniei, Preda a fost numit mare ban al Olteniei, dregătorie pe care a exercitat-o între 16 august 1602 și 19 mai 1608. Moare de o grea suferință înainte de 20 august 1608
Preda Buzescu și fratele său Radu Buzescu sunt înmormântați la Mănăstirea Călui (ctitorie a familiei Buzeștilor), în timp ce fratele lor Stroe Buzescu este înmormântat la fosta mănăstire din Stănești-Lunca, județul Vâlcea.

## În literatură
Dimitrie Bolintineanu descrie în versuri victoria lui Preda Buzescu în lupta cu tătarii, când l-a înfrânt în luptă pe nepotul hanului:
"Ei se bat în spade; spadele se frâng;
Ei se iau în brațe, se smucesc, se strâng
Când tătarul scoate o secure mică
Și lovind pe Preda, pavăza îi strică
Dar el cu măciuca astfel îl lovi,
Încât deodată căsu și muri"
Poetul îl confundă însă pe Preda Buzescu cu fratele acestuia, Stroe Buzescu. Eroul bătăliei de la Teișani, ce a avut loc pe valea râului Teleajen, la 23-24 septembrie 1602, între oastea lui Radu Șerban și cei 40.000 de tătari de sub comanda Hanului Gazi Ghirai⁠(en)[traduceți], a fost Stroe Buzescu. În timpul bătăliei respective s-a întâmplat un fapt memorabil: ginerele (și nepotul) hanului a ieșit în fața liniilor tătare chemând la o luptă individuală pe căpeteniile oștirii muntene. Provocarea a fost acceptată de Stroe Buzescu, care după o luptă crâncenă l-a învins pe tătar decapitându-l în fața ochilor îngroziți ai hanului și în entuziasmul oștirii valahe. Din nefericire și Stroe Buzescu fusese rănit grav și a murit câteva zile mai târziu, pe 2 octombrie. S-a păstrat până în prezent piatra sa de mormânt, de la schitul Stănești-Lunca, pe care soția sa, jupâneasa Sima, a pus să se dăltuiască o inscripție într-o frumoasă limbă română despre faptele vitejești ale soțului ei, încheiată cu: „Și nu fu pre voe câinilor de tătari”. Un hrisov domnesc al lui Radu Șerban, din 27 iulie 1604, confirmă și el remarcabila faptă de vitejie a lui Stroe Buzescu.

## În cinematografie
În filmul Buzduganul cu trei peceți Preda Buzescu este interpretat de Szabolcs Cseh, iar în filmul Mihai Viteazul de Florin Piersic.